# 호시노 센이치
호시노 센이치(일본어: 星野 仙一, 1947년 1월 22일 ~ 2018년 1월 4일)는 일본의 전 프로 야구 선수이자 야구 지도자, 야구 해설가·평론가이다.
애칭은 ‘센 짱’(仙ちゃん), ‘센 상’(仙さん)이다.

## 인물

### 프로 입단 전
고교 시절에는 강호인 오카야마 현립 구라시키 상업고등학교에서 고시엔 대회를 목표로 했지만 예선을 돌파하지 못했다. 마지막 여름에는 히가시주고쿠 지역 대회 결승전에서는 요나고미나미 고등학교에게 패했다. 오카야마 현내 1년 후배는 나중에 요코하마 다이요 웨일스의 에이스 히라마쓰 마사지가 있어 고교 시절에도 직접 맞대결한 적이 있다. 또, 야쿠르트 스왈로스에서 활약한 마쓰오카 히로무는 고교 후배에 해당하는데 히라마쓰, 마쓰오카와 함께 ‘오카야마 3총사’라고 불렸다.
고교 졸업 후 메이지 대학 정치경제학부 경제학과로 진학, 대학은 도쿄라면 와세다 대학 오사카라면 무라야마 미노루의 모교인 간사이 대학으로 정해놓고 있었지만 구라시키 상업고등학교의 야부키 감독으로부터 “나의 모교인 메이지 대학으로 가라”라는 권유를 받고 메이지 대학에 진학했다고 한다. 야구부에서는 1학년 때부터 1군 멤버로서 활약하여 도쿄 6대학 리그에서 통산 63경기에 등판해 23승 25패, 평균 자책점 1.91, 199개의 탈삼진을 기록했고 2학년 추계 시즌인 릿쿄 대학전에서 노히트 노런을 달성했다. 그러나 다부치 고이치, 야마모토 고지, 도미타 마사루의 일명 ‘호세이 대학 3인방’이 이끄는 호세이 대학에게 막혀 한 번도 리그 우승을 이끌지는 못했다. 또한 대학 1년 선배 중에는 나중에 요미우리 자이언츠에서 활약하는 다카다 시게루가 있다.
대학 시절 시마오카 기치로 감독의 가르침을 받아 졸업한 이후에도 ‘아버지’, ‘메이지 대학 야구학부 시마오카학과 출신’이라고 사모하는 등 그 후 자신의 인생에 큰 영향을 끼쳤다. 시마오카에게서는 ‘목숨걸고 나가라’, ‘영혼을 담아라’, ‘성의를 가져라’의 3개의 가르침을 철저하게 가르쳐줬다고 한다. 당시의 전학공투회의에 따른 학교 봉쇄를 실력으로 해제하기 위해서 시마오카의 명을 받고 야구부 동기들과 함께 바리케이드에 달려든 적도 있다고 한다.

### 선수 시절
1968년 프로 야구 드래프트 회의에서 미즈하라 시게루가 감독으로 취임했던 주니치 드래곤스에서 1순위 지명을 받고 입단, 소년 시절부터 한신 타이거스의 투수인 무라야마 미노루를 동경하여 무라야마와 같은 등번호 11번을 착용하고 싶었지만 번호가 비어있지 않았기 때문에 그 대신 숫자를 2배로 늘린 22번을 희망했다. 입단 3년차인 1971년에 주니치의 에이스 번호인 20번으로 변경한 후에도 매우 애착이 있는 번호였다고 하며 데뷔 초창기의 본인(호시노) 외에도 벳쇼 다케히코(난카이 시절 초창기) 미나가와 무쓰오(61~71년) 야스다 다케시 다카하시 켄 오노 유다이 등  투수들이 22번을 착용했다.
1971년에는 팔꿈치 부상으로 직구는 자취를 감췄지만 변화구를 구사하여 선발과 구원 투수로서 활약했다. 1974년에 시즌 10세이브를 기록하여 최다 세이브(그 해에 타이틀이 제정됨) 타이틀을 차지함과 동시에 최고의 투수에게 주어지는 사와무라 에이지상을 수상하는 등 요미우리의 10년 연속 리그 우승을 저지하면서 20년 만에 두 번째로 팀의 센트럴 리그 우승에 큰 기여를 했으며 우승을 결정한 경기에서는 헹가래 투수가 되었다. 그러나 롯데 오리온스와의 일본 시리즈에서는 실질적으로 3번이나 구원에 실패하는 등 실력을 발휘하지 못했으며 팀도 2승 4패의 성적으로 일본 시리즈 우승에는 실패했다.
1981년부터는 투수 코치를 겸임했고 1982년에 자신의 두 번째인 팀의 리그 우승을 계기로 현역 은퇴를 결심했다. 이듬해 1983년 4월 3일, 나고야 구장에서 열린 한큐 브레이브스와의 시범 경기가 은퇴 경기가 되었고 선발로서 등판했는데 선두 타자 후쿠모토 유타카에게 좌익수 앞에 떨어지는 안타를 허용했다. 현역 시절의 통산 성적은 146승 121패 34세이브를 남겼는데 호시노는 저서에서 “프로의 투수로서는 200승에 도달할 수 없었던 2류 성적으로 끝났지만 마음 가짐과 기백, 기합 만은 누구에게도 뒤지지 않았다고 생각한다”라고 밝혔다. 은퇴식 때 마운드에서 꽃다발을 전달한 사람은 호시노의 절친한 친구인 가수 오다 가즈마사였다.
드래프트에 관해서는 요미우리와 ‘다부치 고이치를 1순위로 지명하지 못했을 경우에는 낙첨 1순위로 지명한다’라는 사전에 약속이 있었다. 그러나 요미우리는 고교생 투수였던 시마노 오사무를 1순위로 지명하자 이 사실을 들은 호시노는 “호시(ホシ)와 시마(シマ)를 틀리게 한 것 아니냐”고 말했다고 한다. 이 일이 현역 시대에서 지도자 시대에 이르기까지 일관되는 ‘타도 요미우리’의 기본 입장을 형성시켰다고 한다. 통산 성적에서도 나가시마 시게오, 오 사다하루 등이 활약한 V9시대를 포함하는 요미우리를 상대로 35승 31패의 성적을 기록하는 등 ‘요미우리 킬러’로서 그 이름을 남길 수 있었다. 요미우리와의 전적에서 30승 이상을 기록한 투수 중에서 히라마쓰 마사지, 가와구치 가즈히사, 호시노 뿐이었는데 그 중 최고 승률을 기록한 선수는 호시노였다. 호시노 자신은 “야구 중계는 당시 요미우리전이 많았으며 당시의 요미우리 주최 경기의 경기 시작 시간이 18시 20분이어서 고향인 오카야마에서의 방송은 20시 경에 중계가 시작돼 그 사이에 감독이 투수 교체를 지시하지 않도록 던지고 있었다. 가족이나 친구에게 내가 던지고 있는 모습을 보여주고 싶었다”라고 말했던 적이 있다. 또한 요미우리가 호시노의 드래프트 1순위로 지명하지 않은 이유는 호시노가 어깨를 다쳤다는 정보를 입수했기 때문이다(실제로 어깨 부상을 당한 적이 있었다고 한다). 그 일을 현역 은퇴 후에 가와카미 데쓰하루(당시 요미우리 감독)에게서 이 사실을 듣고 그 이후부터 요미우리에 대한 응어리가 없어졌다고 자신의 저서에서 밝히기도 했다.
요미우리 킬러인 동시에 ‘한신 킬러’로서도 활약했는데 요미우리와의 전적을 웃도는 통산 36승을 한신을 상대로 기록했다. 1973년 10월 20일, 9년 만의 우승을 노리는 한신과 상대하여 완투승을 따냈다. 그러나 호시노는 한신과 우승 쟁탈전을 벌이고 있던 요미우리에게 우승을 안겨주고 싶지 않은 생각에 이 경기에서 ‘져도 상관없다’, ‘내 공을 때려 달라’하는 마음으로 던졌다. 그러나 한신 타선은 범타를 거듭하던 끝에 결국 패했고 요미우리는 9년 연속 리그 우승(V9)을 달성했다.
진기한 플레이로 유명한 ‘우노 헤딩 사건’이 일어났을 때 마운드에 섰던 투수도 호시노였다(1981년 8월 26일, 대 요미우리전(고라쿠엔 구장), 상대 타자는 야마모토 고지) 우노 마사루의 실책으로 허용한 득점이었기에 호시노는 커버 범위였던 홈베이스 후방에서 글러브를 내팽개쳤다. 그 당시 요미우리는 작년 시즌인 1980년부터 연속 경기 득점 기록을 계속 경신하는 중이었는데 이때 호시노는 후배인 고마쓰 다쓰오에게 “어느 쪽이 먼저 요미우리한테 완봉을 올릴까”를 놓고 내기를 했기 때문이다(당시 포수였던 나카오 다카요시의 발언).
호시노는 TV 방송에 출연해서 다음과 같은 발언을 했다.

감독의 뜻을 거스를 수 있는 선수가 없다는 게 쓸쓸하다. 선수 교체되었을 때 ‘괜찮습니다. 아직 할 수 있습니다’라는 마음을 지닌 선수가 있었으면 좋겠다.

반대로 당시 수뇌부였던 곤도 사다오나 이나오 가즈히사는 자신의 저서에서 “부진을 겪고 있던 호시노 본인이 벤치에 투수 교체를 요구해 왔기에 교체해 줬더니만 교체당한 게 어지간히도 분을 삭이지도 못한 채 글러브를 벗어서 내팽개쳤다”라고 밝혔다. 1982년 후반에는 부진이 두드러져서 1군 등록 말소는 되지 않았지만 경기에 기용되는 일은 없었다.

### 주니치 감독 시절
1983년부터 1986년까지 NHK에서 야구 해설위원, 닛칸 스포츠, Number의 야구 평론가를 맡았고 1985년에는 NHK 종합 텔레비전 《선데이 스포츠 스페셜》의 초대 사회자로 발탁되어 활동했다.
1986년 시즌 종료 후 그 해 중반 성적 부진으로 경질된 야마우치 가즈히로의 후임으로 주니치 감독에 취임하면서 일본 프로 야구 사상 최초로 전후 세대의 감독이 되었다. 취임 후에는 롯데 오리온스로부터 오치아이 히로미쓰를 4대 1의 맞트레이드로 영입하는 등 대대적인 전력 보강을 단행했고 드래프트에서도 1986년에 곤도 신이치, 1987년에 다쓰나미 가즈요시 등 즉각 전력에 보탬이 될 수 있을 듯한 고교 3학년 선수를 타 구단과의 경합 끝에 1순위로 영입했다. 부진을 겪고 있던 나카무라 다케시, 히코노 도시카쓰에게는 가차없는 제재를 벌이는 한편으로 야마모토 마사를 미국에 유학 보내 그 재능을 키웠고 선발 투수 가쿠 겐지는 구원 에이스로, 유격수 우노를 2루수로, 포수 나카오를 외야수로 각각 포지션을 변경하는 등 팀 색깔 교체에 앞장섰다. 특히 주전 포수였던 나카무라를 호되게 야단쳤는데 경기 도중에 나카무라가 호시노에게 맞아 코피를 흘리면서 경기한 적도 있다고 한다.
이처럼 팀 꾸리기에 전념한 결과 1988년에는 팀이 리그 우승의 영예를 안았고 순수 주니치 출신으로 우승한 감독은 호시노 뿐이다. 그러나 일본 시리즈에서는 세이부 라이온스에게 1승 4패로 패했다.
1991년 시즌 종료 후 ‘건강상의 이유’(이것은 표면상의 이유로 실제로는 부인의 백혈병 발병이 크게 연관되어 있다)를 들어 감독직을 사임했다. 1992년에는 주부닛폰 방송의 객원 해설위원을 맡았고 1993년부터 1995년까지는 다시 NHK 해설위원을 병행했으며 1992년부터 1995년까지 주니치 스포츠 객원 해설가로 활동했다. 또, 사와무라상의 선정 위원을 맡았다(1994년부터 1995년까지).
1995년 9월 20일에 주니치 감독으로 복귀한다는 발표가 났고 그 해 시즌 종료 후 감독으로 재부임되었다. 그 직후 아이코 다케시를 무상 트레이드로 영입했고 더욱이 마에다 유키나가, 무라타 가쓰요시를 맞트레이드로 영입했다.
1997년 1월 30일에 부인과 사별하는 아픔을 겪었고 그 해 봄에 나고야 돔이 완공됐다. 구장 확장에 따라 팀의 체질 개선이 필요해졌으나 이에 제때 대응하지 못했고 호시노 자신도 “최하위로 떨어질 각오로 우승을 노린다”라고 앞으로가 염려된다는 발언을 했다. 호시노의 예상대로 팀은 개막 이후부터 침체에 빠졌고 다카기 감독 시절이던 1992년 이후 5년 만에 최하위로 떨어졌다. 그 해 시즌 종료 후 세키카와 고이치, 구지 데루요시를 맞트레이드로 영입했고 투수 코치였던 고마쓰 다쓰오는 퇴단하면서 후임으론 미야타 유키노리를 초빙, 니노미야 이타루가 외야 수비 코치로 부임했다.
이듬해 1998년에는 2위로 올라섰고 정비된 투수진의 팀 평균 자책점은 전체 12개 구단 중에서 1위를 차지했다. 메이지 대학 후배이자 작년더 퍼시픽 리그 최다승 투수인 다케다 가즈히로를 FA로 획득한 1999년에는 1954년의 니시테쓰 라이온스 이후 45년 만에 개막 11연승을 기록하여 그 기세 그대로 선두 자리를 유지하다가 본인에게 있어서는 두 번째로 팀의 리그 우승을 이끌었다. 전반기 내내 1위를 거듭하다가 우승한 것은 주니치 구단 사상 최초였다. 일본 시리즈에서는 후쿠오카 다이에 호크스에게 1승 4패로 패하여 또다시 일본 시리즈 우승 달성에는 실패했다.
2001년에는 ‘요미우리 킬러’로서 이름을 날렸던 가와사키 겐지로를 영입해 시즌을 맞이했지만 가와사키가 시범 경기에서 기대 이하의 부진으로 전력에서 이탈하는 등 팀이 무너지면서 4년 만에 B클래스(4위 ~ 6위, 하위권을 지칭하는 일본 언론의 표현)로 떨어졌다. 그 해 ‘건강상의 이유’로 투수 코치 겸 수석 코치였던 야마다 히사시에게 감독 자리를 넘겨준 뒤 감독직에서 물러났다. 또한 이 때 호시노는 그 해 요미우리 감독직에서 물러나는 나가시마 시게오로부터 “그만두는 것은 아직 이르다. 그만두면 안된다!” 라고 전화를 받았다고 한다.
대대적인 보강을 단행하는 한편 토박이 선수들을 방출하는 경우도 많았다. 제1차 감독 시절에는 나카오 다카요시, 오시마 야스노리나 우시지마 가즈히코, 히라노 겐, 야마다 가즈토시, 오토 시게키(제2차 감독 시절 주니치에 복귀), 제2차 감독 시절에는 사카이 다다하루, 니무라 도루, 마에하라 히로유키, 시미즈 마사지, 다이호 야스아키(앞에서 말한 구지 데루요시와의 맞트레이드 상대였지만 3년 뒤에 복귀), 야노 아키히로, 가도쿠라 겐, 쓰루타 야스시, 다네다 히토시 등을 타 구단에 방출했다. 이들의 방출로 인해 특히 제1차 감독 시절의 주력 선수로는 야자와 겐이치, 우노 마사루, 가와마타 요네토시를 제외하곤 거의 대부분이 방출되었고 그 중 야자와는 호시노의 감독 취임과 동시에 은퇴했다(부임 1년째의 시범 경기에서 은퇴 경기로 치러졌다).
선수가 타이틀을 차지하기 위해 수단을 가리지 않는 면도 있었다. 1987년에 고마쓰 다쓰오가 최다승 타이틀을 놓고 경쟁하고 있던 당시에는 소화시합 3경기에서 5회까지 던지게 하여 승수를 쌓은 끝에 타이틀을 획득시켰다. 1991년에는 최우수 평균 자책점 타이틀이 걸려 있던 이마나카 신지를 이미 우승이 결정된 히로시마와의 더블헤더 첫 번째 경기에 완투시키고 두 번째 경기에도 등판시켰다. 1996년에는 야마사키 다케시에게 홈런왕 타이틀을 획득시키기 위해 1개 차이로 쫓고 있던 마쓰이 히데키를 모든 타석에 고의사구로 내보내는 작전을 취했다. 요미우리 팬은 물론 주니치 팬들에게서조차 비난의 목소리가 나왔다. 당시 호시노 본인은 “마쓰이가 타이틀을 차지하게 되면 홈런 개수가 같더라도 야마사키는 주목받지 못하고 지명도가 높은 마쓰이의 것이 될 수도 있다”라고 말했다. 1999년에는 이미 주니치의 우승이 결정되면서 일본 시리즈 출전이 예정되어 있었으나 최다승을 1개 차이로 쫓고 있던 노구치 시게키를 시즌 최종전(대 야쿠르트전)에 4일 쉬고 등판시켰다. 또 ‘MVP는 우승 구단에서’라고 기자에게 어필하여 당시 투수 부문에서 우수한 성적을 남긴 우에하라 고지에게 향하는 표를 견제했다.
1987년 6월 11일, 구마모토현 후지사키다이 현영 야구장에서 열린 요미우리전에서 미야시타 마사미가 상대 타자 워렌 크로마티에게 몸에 맞는 볼을 던지자 이에 격분한 크로마티가 미야시타의 얼굴을 향해 주먹을 휘둘러 양팀 선수들이 마운드에 난입해 벤치 클리어링으로 번졌다. 당시 호시노는 요미우리의 오 사다하루 감독에게 주먹을 내밀며 ‘도발하는’ 듯한 포즈를 취하며 싸움을 걸었다는 비판을 받았다. 훗날 TV 방송에서 그 당시의 일이 화제가 되었는데 주먹을 내민 것은 “주먹으로 때릴 것은 없잖아요?”라는 ‘항의의 의미’였다고 해명했다.
1996년 9월 20일, 도쿄 돔에서 요미우리와의 경기 종료 후 철수하는 심판원들을 기다리고는 우에모토 고이치 심판에게 “누구에게 부탁받았나, 공평하게 해라”라고 폭언을 내뱉고 몸싸움으로 번졌을 때에 다나카 도시유키 심판을 걷어차는 폭행을 저질렀다. 다음날 센트럴 리그는 호시노에게 엄중 경고와 벌금 100만 엔의 처분을 부과했다. 2000년 5월 6일, 나고야 돔에서의 요코하마 베이스타스전에서 판정에 불만을 품고 당시 구심을 맡고 있던 깃타카 아쓰시에게 항의, 폭력을 휘두르다가 퇴장 처분을 받았다. 이 사건에는 다쓰나미 가즈요시, 오니시 다카유키도 심판에 대한 폭행에 의해 호시노와 함께 퇴장 처분을 받아 훗날 호시노, 다쓰나미, 오니시에 대해 제3자에게서 이례적인 형사 고발이 이루어졌다(기소유예 처분).
주니치의 구단주를 오랫동안 맡아 왔던 가토 미이치로에게서 전폭적인 신뢰를 얻고 있었다. 또한 자신의 저서에서 다음과 같은 내용을 남겼다.

내가 화낼 때는 언제나 진짜로 화낸다. 꾸짖을 때는 온몸으로 꾸짖는다. 스스로의 본심을 숨기거나 억제할 수 없는 것은 나의 장점이며 또한 단점이기는 하지만 적어도 스포츠맨의 세계에서 발양되는 이상이라고 생각한다. 때로는 고함을 치거나 벽을 차거나 재떨이를 던지며 화낸다. 나 자신만큼 주변에 그 사람이 화가 나 있다는 것을 금방 알 수 있는 감독도 없을 것이다.

감독 시절에 다이이치 제약(현재의 다이이치 산쿄)의 위장약 센록크의 CF에 출연했는데 ‘언제라도 꿈을’의 가사만 바꾼 배경 음악으로 골프를 라운딩하는 영상이 흘러 나왔다. 또한 감독 취임 전에 하우스식품의 탄탄면, 카레라이스(다부치 고이치·야마모토 고지와 공동 출연했고 참고로 나중에 같은 멤버로 하우스식품의 카레라이스 CF에 출연), 우정성(당시)의 카모 메일, 필립스, 내셔널 샤보 등의 CF에도 출연했다.

### 한신 감독 시절
주니치 감독에서 물러난 직후인 2001년 시즌 종료 후 침체가 계속될 정도로 만년 하위팀인 한신 타이거스의 감독으로 부임, 주니치 감독 시절부터 오른팔같은 존재였던 시마노 이쿠오를 주니치에서 수석 코치로 부임시켜 팀 개혁에 임했다.
호시노를 구단주인 구마 슌지로한테 추천한 사람은 전임 감독이었던 노무라 가쓰야였다. 저서에 의하면 노무라는 임기 도중 자기 힘으로는 한신 재건이 불가능함을 깨닫고서 “계속 지고 있는 상태의 현재 한신을 되살릴 수 있을 사람은 열혈 지도형의 니시모토 유키오 내지는 호시노밖에 없다”라고 생각했다고 한다. 당시의 한신은 OB회가 막강한 권력을 쥐고 벤치에까지 들어와 선수들을 멋대로 지도하기까지 하는 바람에 노무라와의 불화가 일었다고 한다. 호시노 역시 구단주와 직접 담판을 짓는 자리에서 “팀이 이렇게까지 부진한 원인은 죄송하지만 구단주님, 전부 당신 책임입니다”라고 발언했다.
부임 1년째인 2002년에는 4년 연속 최하위에 머물렀던 팀이 개막 이후부터 무서운 기세를 펼치는 등 팀 역사상 두 번째로 7연승을 기록했다. 그러나 시즌 도중에 기세가 꺾여 최종적으로는 4위에 머물렀다. 그 해 시즌 종료 후에는 히로시마로부터 FA를 선언한 가네모토 도모아키, 텍사스 레인저스에서 자유 계약 신분으로 풀려난 이라부 히데키, 주니치에서 역시 자유 계약이 된 구지 데루요시, 시모야나기 쓰요시와 나카무라 유타카 등을 닛폰햄으로부터 각각 트레이드를 통해 영입하는 등 투타의 대대적인 보강을 단행했다.
이듬해 2003년에는 가네모토, 이라부, 시모야나기, 야노 아키히로, 히야마 신지로, 가타오카 아쓰시, 이가와 게이, 조지 아리아스, 제프 윌리엄스 등 주력 선수들의 활약 외에도 이마오카 마코토, 아카호시 노리히로, 후지모토 아쓰시, 요시노 마코토 등 젊은 선수들이 급성장함에 따라 선두를 독주하다가, 7월 8일에는 센트럴 리그 사상 가장 빠른 속도로 우승 매직 넘버 49를 점등시켰다. 결국 그 해에는 압도적인 강함을 내세워 팀 역사상 18년 만이자 감독으로서는 통산 세 번째의 리그 우승을 이끌었지만 일본 시리즈에서는 후쿠오카 다이에 호크스에게 3승 4패로 우승 달성에는 실패했다.
그러나 이전부터 호시노에겐 고혈압과 같은 지병을 앓고 있어 2002년 정규 시즌 개막전이었던 요미우리와의 경기 종료 후 몸 상태가 안 좋아져 기자들을 기다리게 한 채 벤치 뒤에 드러누워 있었던가 하면 2003년 7월 27일의 주니치전에서는 경기 도중 컨디션 저하와 속이 메스꺼운 증상이 일어나면서 경기 지휘를 시마노 수석 코치에게 맡긴 후 1시간가량 벤치 뒤에 누워 있었던 적도 있다. 두 가지의 경우 모두 평상시에는 72에서 135 정도로 안정적이었던 혈압 수치가 165에서 210까지 치솟았다고 한다.
일본 시리즈 전날 언론에서는 ‘호시노 감독, 일본 시리즈 종료 후 용퇴’라는 내용이 보도되면서 일본 시리즈가 끝난 후 ‘건강상의 이유’로 감독직에서 물러나겠다는 입장을 밝혔다. 후임에는 수비 주루 코치였던 오카다 아키노부가 발탁되었고 이후에 있은 한신 팬들을 상대로 한 ‘한신의 명감독은 누구인가’라는 주제의 설문조사에서 2위인 오카다 아키노부를 두 배 이상 앞지르면서 1위로 선정되었다.

### 한신 감독 퇴임 후

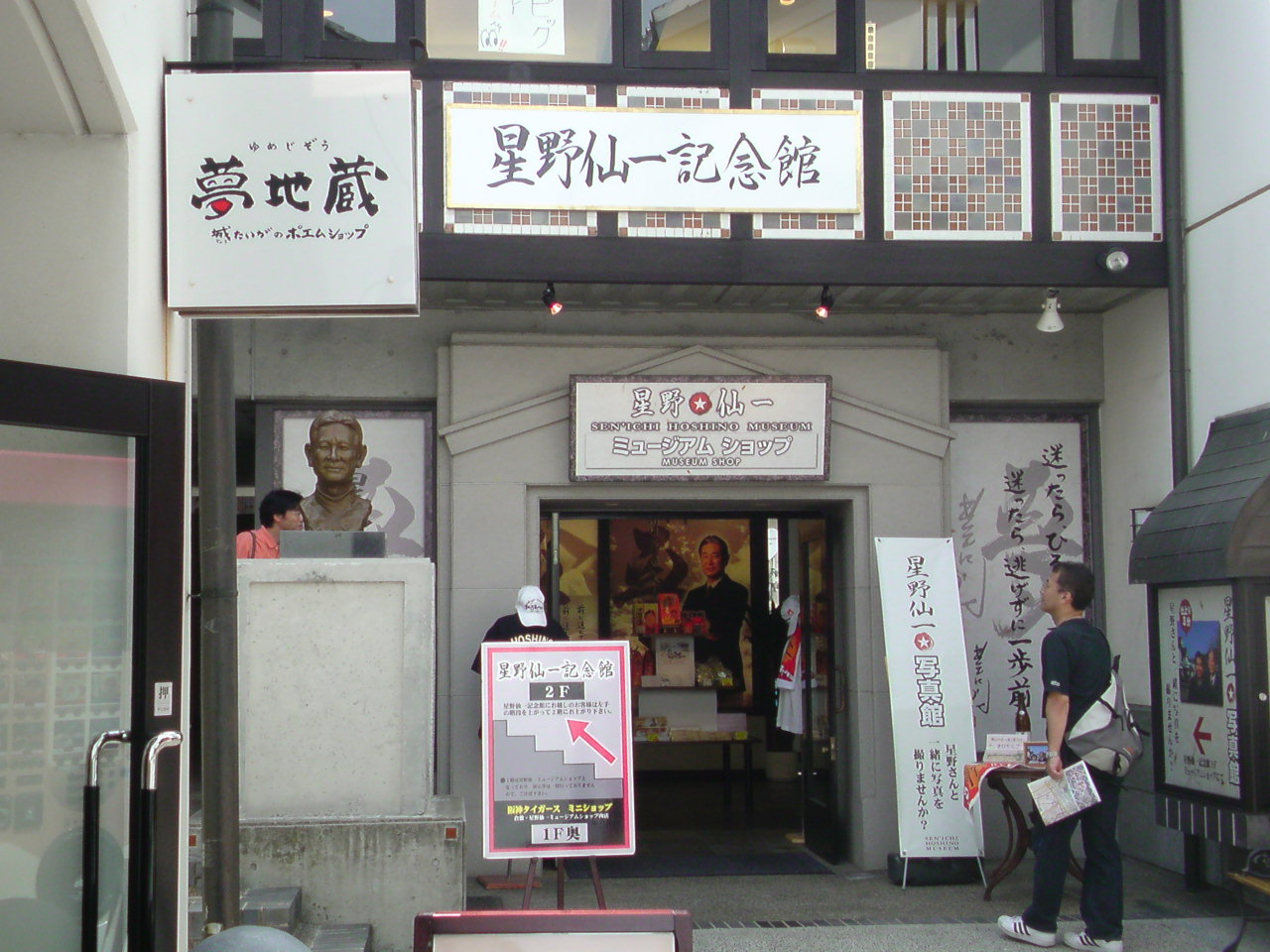
고향인 오카야마현 구라시키시에 위치한 호시노 센이치 기념관의 입구

2004년 1월 1일에는 한신의 시니어 디렉터로 부임했고 같은 해 5월 31일에는 효고현에서 공로상을 받았다. 그 외 CF에도 출연한 것 외에도 탤런트로도 활동했고 모교인 메이지 대학의 평의원이 된 인연도 있어 메이지 대학의 이미지 캐릭터도 맡았다. 2004년 10월부터는 오사카 인간 과학 대학의 객원 교수로 부임해 활동하고 있으며 또한 특정 방송국과 전속 계약하지 않는 프리랜서 야구 해설자로서 각 방송국의 프로 야구 TV 중계에 출연하고 있다. 2005년 7월, 자신을 원장으로 하는 ‘꿈·호시노 스포츠 학원’을 설립했지만 2008년에 폐쇄되었다.
2006년 10월부터 시작된 니혼 TV 계열의 뉴스 프로그램 《뉴스 제로》의 특별 해설자로 발탁되었다.

### 베이징 올림픽 대표팀 감독
2007년 1월 25일, 베이징 올림픽 1년 앞두고 일본 국가대표팀의 감독으로 취임했다. 그 다음날에는 ‘호시노 JAPAN’(星野JAPAN)을 자신의 개인 명의로 상표 등록을 출원했다. “금메달 외에는 필요없다”라고 공언하고 올림픽 본선에 임했으나 결과는 4위에 그쳤고 상위 3개 팀에게 5전 전패라는 최악의 성적을 기록했다.
베이징 올림픽의 성적이 4위로 끝난 것에 대해 대회 후 기자회견에서 호시노는 “선수들이 안 됐다”라면서 좋은 결과를 내지 못한 선수들을 옹호했다. 그가 자신의 지휘에 대한 발언들을 놓고 많은 언론이나 온라인상에서는 “책임을 전가했다”는 비판이 일었다.
베이징 올림픽 이후인 2008년 10월 15일, 호시노도 참석한 제1회 월드 베이스볼 클래식 체제 회의에서 호시노의 2009년 월드 베이스볼 클래식 일본 국가대표팀 감독 취임이 내정됐다. 이 시점에서 이미 가토리 요시타카, 다케다 가즈히로 등을 코치로 영입하기로 예정돼 있었는데 베이징 올림픽에서 뚜렷한 성과를 내지 못했던 호시노를 감독으로 앉히는 것에 대해 난색을 표하는 목소리가 각 방면에서 쏟아지자 이에 호시노는 10월 22일 자신의 홈페이지를 통해 대표팀 감독을 맡지 않겠다는 입장을 공식적으로 밝혔다. 결국 대표팀 감독은 요미우리 자이언츠 감독인 하라 다쓰노리가 발탁되었다.

### 라쿠텐 감독
2010년 5월 10일부터 자신의 첫 라디오 퍼스널리티 프로그램 《호시노 센이치의 열혈 센이치야》가 MBS 라디오를 통해 방송되었다.
그 해 10월, 퍼시픽 리그팀 도호쿠 라쿠텐 골든이글스가 호시노를 차기 감독으로 영입하고자 교섭에 들어갔다는 보도가 나왔으며 10월 19일에 호시노는 한신을 퇴단하겠다는 입장을 밝혔다. 그 후 10월 27일에 미야기현 센다이시내에서 정식으로 라쿠텐 감독 취임 기자회견을 가졌고 선수와 감독 시절을 통틀어 처음으로 퍼시픽 리그 가맹 구단의 소속을 두게 된 셈이었다. 등번호는 주니치와 한신 감독으로 있던 때와 마찬가지로 ‘77’번으로 결정했다.

#### 2011년
라쿠텐 감독 첫 해였던 2011년 3월 11일에 발생한 동일본 대지진으로 인해 홈 구장인 클리넥스 스타디움 미야기(K스타 미야기)가 지진의 충격으로 피해를 입은 탓도 있어 정규 시즌 개막이 2주일 연기됐다. 그 일로 인해 개막 초반에는 홈 구장 대신에 한신 고시엔 구장 등 간사이 지방에서 홈 경기로 치렀다.
센다이로 돌아온 5월 이후로 홈 구장에서 5연패를 당하는 등 성적은 줄곧 내리막길을 걸었고 8월에는 7연패를 당하여 5위까지 떨어졌다. 하지만 같은 달 후반에 들어서며 7연승을 기록하는 등 한때는 성적이 3위로 올라서며 오릭스 버펄로스, 사이타마 세이부 라이온스와의 클라이맥스 시리즈 진출을 놓고 경쟁에 가세했지만 최종적으로는 3위인 세이부와 3경기차로 5위에 머물렀다. 라쿠텐의 감독으로서 일본 야구 기구 관계자들에게 호소해 지진 재해 부흥을 명목으로 내세운 이 해의 올스타전 3차전이 K스타 미야기에서 열리게 했다.

#### 2012년
5월 11일 오릭스와의 7차전(교세라 돔)에서 투수 출신 감독 이자 전후 세대 감독으로서는 최초로 감독 통산 1000승(42무 876패, 2012년 5월 11일 당시)을 달성했다. 2004년 오 사다하루 이래 역대 12번째의 기록이 되었다. 더욱이 그 다음날인 12일에도 경기에서 승리하여 자신의 이름인 ‘센이치’와 발음이 똑같은 1001승째가 되었을 때 “오, 2000승까지 앞으로 999승 남았는가”라고 말하면서 현장에 있던 기자들을 웃겼다. 이와쿠마 히사시, 야마사키 다케시가 팀을 퇴단한데다가 전반기에는 다나카 마사히로, 마쓰이 가즈오, 시마 모토히로, 루이스 가르시아 등 주력 선수들이 이탈하는 등 전력 저하가 우려되는 상황에 몰려있었다. 하지만 가마타 요시나오, 가라시마 와타루, 마스다 신타로, 긴지 등 순수 토박이인 젊은 선수들을 발탁하는가 하면 구원 투수였던 미마 마나부를 선발로 전향시키는 등 서서히 두각을 나타내기 시작했다. 이들 젊은 선수는 ‘호시노 아이들’(星野チルドレン)이라고도 불렸다.
5월 20일 소프트뱅크와의 순위가 바뀌면서 3위로 올라섰고 그 후에도 상위권 진입을 위한 경쟁을 계속하여 7월 18일에는 구단 창설 8년째에 처음으로 전반기를 5할 이상의 승률을 기록해 A클래스에 해당되는 3위로 마감했다. 후반기에는 복귀했던 베테랑 선수들이 부진하면서 8연패를 당하는 등 5위로 떨어졌고 8월 중순에 열린 세이부전에서는 개막전 이후 내리 3연패를 당했다. 그러나 9월에 들어가면서 무서운 기세를 되찾아 7일부터의 세이부전에서는 3연승을 하면서 4위로 올랐고 최종적으로 3위 소프트뱅크와의 1경기차인 4위가 되었다. 팀은 최종전에서 승리하여 승률은 정확히 5할이 되었다.

#### 2013년
4월 19일에 열린 지바 롯데 마린스와의 4차전(QVC 마린필드)에서 8회초 2사 1루 상황에 앤드루 존스가 타석에 들어서며 볼카운트 1볼 2스트라이크에서 나루세 요시히사가 던진 바깥쪽 낮게 가득한 직구를 놓쳐 삼진으로 판정되었다. 이것을 인정하지 못한 호시노는 구심을 맡은 하시모토 신지에게 폭언을 토함으로써 2002년 8월 23일 요미우리전 이래 3,892일 만에 퇴장 처분을 받았다(통산 6번째이며 라쿠텐 감독 취임 이후 최초의 퇴장 처분). 구단 창단 이후 처음으로 1위를 지키며 전반기를 마감했다.
9월 26일에는 구단 창단 이후 최초로 리그 우승을 달성하는 영예를 안았는데 다른 3개 구단을 리그 우승으로 이끌었던 감독은 미하라 오사무, 니시모토 유키오에 이어 역대 3번째이다. 그 해 요미우리와의 맞대결을 펼친 일본 시리즈 7차전에서는 요미우리를 3대 0으로 누르고 선수 시절과 감독 시절을 통해 자신의 첫 일본 시리즈 우승을 달성하여 라쿠텐 구단으로서는 처음과 동시에 자신도 처음으로 일본 시리즈 정상에 오르는 영예를 안았다. 66세 나이의 리그 우승과 일본 시리즈 우승은 2000년에 나가시마 시게오를 뛰어넘는 일본 프로 야구 최고령 기록이다.

#### 2014년
시즌 전 우승의 주역 중 하나인 투수 다나카 마사히로가 뉴욕 양키스로 이적하며 라쿠텐에 전력 구멍이 생겼다. 이것은 팀의 부진으로 이어졌고, 시즌 중 황색인대골화증으로 수술을 받으며 자리를 비웠고 결국 같은 해 9월 19일 감독 자리에서 물러났다. 2014년 10월 지도자 은퇴 선언을 하며 야구계를 떠나게 된다.
이후에는 라쿠텐 구단의 부회장으로 활동하다가, 췌장암으로 2018년 1월 4일에 별세했다.

## 인간 관계
- 야구계에서는 주니치 시절의 선배에 해당하는 반도 에이지, 대학 시절 동기였던 다부치 고이치, 야마모토 고지 등과 친분을 쌓고있는 것으로 알려져 있다. 특히 베이징 올림픽 일본 국가대표팀 감독으로 있을 당시에는 다부치, 야마모토가 코치로서도 활동한 것 외에도 2010년에 호시노가 라쿠텐 감독으로 부임했을 때에는 다부치를 수석 코치로 초빙했다.
- 예능계에서는 주로 와다 아키코, 아카시야 산마와는 1년에 1차례 정도 골프를 함께하는 등의 가까운 사이였고 가수 오다 가즈마사, 야시키 다카진과도 친분이 깊다.
- 전 스미토모 미쓰이 파이낸셜 그룹·일본우정 사장이었던 니시카와 요시후미, 패션 디자이너 고시노 히로코 등과 친분이 있고 호시노의 오사카 후원회에서는 니시카와가 회장, 고시노가 부회장(부인부 부장)을 맡고 있다.

## 상세 정보

### 출신 학교
- 오카야마 현립 구라시키 상업고등학교
- 메이지 대학

### 선수 경력
- 주니치 드래곤스(1969년 ~ 1982년)

### 지도자·기타 경력
- 주니치 드래곤스 투수 코치(1981년 ~ 1982년)
- NHK 야구 해설위원(1983년 ~ 1986년, 1992년 ~ 1995년)
- 주니치 드래곤스 감독(1987년 ~ 1991년, 1996년 ~ 2001년)
- 한신 타이거스 감독(2002년 ~ 2003년)
- 한신 타이거스 시니어 디렉터(2004년 ~ 2010년)
- 베이징 올림픽 일본 대표팀 감독(2007년 ~ 2008년)
- 도호쿠 라쿠텐 골든이글스 감독(2011년 ~ 2014년)

### 수상·타이틀 경력

#### 타이틀
- 최다 세이브: 1회(1974년) ※센트럴 리그의 최다 세이브 부문을 획득한 최초의 투수
- 최고 승률(당시는 타이틀이 아님): 1회(1975년) ※센트럴 리그에서는 1972년까지 타이틀로 제정됨

#### 수상
- 사와무라 에이지상: 1회(1974년)
- 월간 MVP: 2회(1975년 9월, 1977년 8월)
- 쇼리키 마쓰타로상: 2회(2003년, 2013년)
- 퍼시픽 리그 최우수 감독상(2013년)
- 호치 프로 스포츠 대상 특별공로상(2003년)

### 개인 기록

#### 첫 기록
- 첫 등판·첫 선발: 1969년 4월 13일, 대 히로시마 도요 카프 3차전(히로시마 시민 구장), 2이닝 3실점에서 패전 투수
- 첫 승리·첫 선발 승리: 1969년 5월 5일, 대 히로시마 도요 카프 6차전(후쿠이 현영 구장), 6과 2/3이닝 1실점
- 첫 탈삼진: 상동, 1회말에 야마모토 고지로부터
- 첫 완투: 1969년 5월 22일, 대 다이요 웨일스 9차전(가와사키 구장), 8이닝 3실점에서 패전 투수
- 첫 완투 승리: 1969년 9월 3일, 대 히로시마 도요 카프 20차전(주니치 스타디움), 9이닝 2실점
- 첫 완봉 승리: 1969년 9월 14일, 대 아톰스 24차전(주니치 스타디움)
- 첫 세이브: 1974년 4월 22일, 대 요미우리 자이언츠 2차전(고라쿠엔 구장), 8회말 2사에 2번째 투수로서 구원 등판·마무리, 1과 1/3이닝 무실점

#### 기록 달성 경력
- 통산 100승: 1977년 7월 8일, 대 한신 타이거스 12차전(나고야 구장), 9이닝 3실점 완투 승리 ※역대 69번째
- 통산 1000탈삼진: 1979년 6월 26일, 대 한신 타이거스 13차전(한신 고시엔 구장), 1회말에 마이크 레인배치로부터 ※역대 57번째
- 통산 500경기 등판: 1982년 10월 12일, 대 한신 타이거스 26차전(나고야 구장), 8회초에 6번째 투수로서 구원 등판, 1이닝 3실점 ※역대 50번째

#### 기타
- 올스타전 출장: 6회(1969년, 1974년 ~ 1976년, 1979년, 1981년)

### 등번호
- 22(1969년 ~ 1970년)
- 20(1971년 ~ 1982년)
- 77(1987년 ~ 1991년, 1996년 ~ 2003년, 2011년 ~ 2014년)

### 연도별 투수 성적
| 연 도      | 소 속      | 등 판 | 선 발 | 완 투 | 완 봉 | 무 4 구 | 승 리 | 패 전 | 세 이 브 | 홀 드 | 승 률 | 타 자 | 이 닝  | 피 안 타 | 피 홈 런 | 볼 넷 | 고 4 | 몸 맞 | 탈 삼 진 | 폭 투 | 보 크 | 실 점 | 자 책 점 | 평 자 책 | W H I P |
| ---------- | ---------- | ----- | ----- | ----- | ----- | ------- | ----- | ----- | -------- | ----- | ----- | ----- | ------ | -------- | -------- | ----- | ---- | ----- | -------- | ----- | ----- | ----- | -------- | -------- | ------- |
| 1969년     | 주니치     | 49    | 16    | 6     | 1     | 1       | 8     | 9     | --       | --    | .471  | 754   | 187.2  | 157      | 24       | 45    | 3    | 9     | 99       | 0     | 1     | 72    | 65       | 3.12     | 1.08    |
| 1970년     | 주니치     | 41    | 24    | 6     | 1     | 0       | 10    | 14    | --       | --    | .417  | 835   | 205.0  | 172      | 19       | 63    | 4    | 4     | 146      | 3     | 0     | 90    | 83       | 3.64     | 1.15    |
| 1971년     | 주니치     | 35    | 6     | 0     | 0     | 0       | 9     | 5     | --       | --    | .643  | 419   | 103.2  | 99       | 11       | 20    | 2    | 1     | 72       | 0     | 0     | 46    | 40       | 3.47     | 1.15    |
| 1972년     | 주니치     | 48    | 0     | 0     | 0     | 0       | 9     | 8     | --       | --    | .529  | 404   | 98.2   | 71       | 12       | 39    | 9    | 5     | 70       | 1     | 0     | 33    | 22       | 2.01     | 1.11    |
| 1973년     | 주니치     | 44    | 15    | 7     | 1     | 3       | 16    | 11    | --       | --    | .593  | 676   | 166.0  | 134      | 16       | 55    | 9    | 3     | 96       | 2     | 1     | 57    | 56       | 3.04     | 1.14    |
| 1974년     | 주니치     | 49    | 17    | 7     | 1     | 1       | 15    | 9     | 10       | --    | .625  | 758   | 188.0  | 149      | 19       | 50    | 8    | 7     | 137      | 3     | 0     | 67    | 60       | 2.87     | 1.06    |
| 1975년     | 주니치     | 40    | 26    | 6     | 3     | 1       | 17    | 5     | 4        | --    | .773  | 883   | 217.2  | 208      | 20       | 48    | 9    | 11    | 112      | 2     | 0     | 71    | 67       | 2.77     | 1.18    |
| 1976년     | 주니치     | 20    | 20    | 6     | 3     | 1       | 10    | 6     | 0        | --    | .625  | 557   | 132.2  | 141      | 20       | 26    | 0    | 8     | 60       | 1     | 1     | 64    | 58       | 3.93     | 1.26    |
| 1977년     | 주니치     | 42    | 30    | 13    | 3     | 1       | 18    | 13    | 5        | --    | .581  | 1029  | 245.1  | 245      | 26       | 71    | 2    | 12    | 125      | 4     | 0     | 105   | 96       | 3.52     | 1.29    |
| 1978년     | 주니치     | 34    | 9     | 2     | 0     | 0       | 5     | 8     | 14       | --    | .385  | 404   | 92.0   | 106      | 10       | 36    | 6    | 2     | 47       | 0     | 0     | 55    | 50       | 4.89     | 1.54    |
| 1979년     | 주니치     | 28    | 25    | 4     | 1     | 0       | 10    | 7     | 0        | --    | .588  | 665   | 154.1  | 168      | 29       | 51    | 3    | 7     | 85       | 1     | 0     | 90    | 80       | 4.67     | 1.42    |
| 1980년     | 주니치     | 29    | 22    | 4     | 1     | 0       | 6     | 12    | 1        | --    | .333  | 573   | 129.2  | 143      | 25       | 44    | 3    | 6     | 70       | 2     | 1     | 79    | 73       | 5.07     | 1.44    |
| 1981년     | 주니치     | 23    | 23    | 4     | 0     | 0       | 10    | 9     | 0        | --    | .526  | 602   | 142.0  | 152      | 20       | 37    | 4    | 4     | 69       | 3     | 0     | 67    | 62       | 3.93     | 1.33    |
| 1982년     | 주니치     | 18    | 10    | 1     | 0     | 0       | 3     | 5     | 0        | --    | .375  | 303   | 66.0   | 77       | 15       | 21    | 0    | 3     | 37       | 0     | 0     | 43    | 39       | 5.32     | 1.48    |
| 통산: 14년 | 통산: 14년 | 500   | 243   | 66    | 15    | 8       | 146   | 121   | 34       | --    | .547  | 8862  | 2128.2 | 2022     | 266      | 606   | 62   | 82    | 1225     | 22    | 4     | 939   | 851      | 3.60     | 1.23    |

- 굵은 글씨는 시즌 최고 성적.

### 통산 타격 성적
- 654타수 134안타(.205) 15홈런 59타점

### 감독으로서의 팀 성적

#### 정규 시즌
| 연도       | 소속       | 순위       | 경기 | 승리 | 패전 | 무승부 | 승률 | 승차                      | 팀 홈런                   | 팀 타율                   | 팀 평균자책점             | 연령                      |
| ---------- | ---------- | ---------- | ---- | ---- | ---- | ------ | ---- | ------------------------- | ------------------------- | ------------------------- | ------------------------- | ------------------------- |
| 1987년     | 주니치     | 2위        | 130  | 68   | 51   | 11     | .571 | 8                         | 168                       | .265                      | 3.64                      | 40세                      |
| 1988년     | 주니치     | 1위        | 130  | 79   | 46   | 5      | .632 | (12)                      | 131                       | .258                      | 3.20                      | 41세                      |
| 1989년     | 주니치     | 3위        | 130  | 68   | 59   | 3      | .535 | 15.5                      | 149                       | .256                      | 3.68                      | 42세                      |
| 1990년     | 주니치     | 4위        | 131  | 62   | 68   | 1      | .477 | 26                        | 162                       | .264                      | 4.26                      | 43세                      |
| 1991년     | 주니치     | 2위        | 131  | 71   | 59   | 1      | .546 | 3                         | 178                       | .262                      | 3.59                      | 44세                      |
| 1996년     | 주니치     | 2위        | 130  | 72   | 58   | 0      | .554 | 5                         | 179                       | .278                      | 4.01                      | 49세                      |
| 1997년     | 주니치     | 6위        | 136  | 59   | 76   | 1      | .437 | 24                        | 115                       | .243                      | 4.33                      | 50세                      |
| 1998년     | 주니치     | 2위        | 136  | 75   | 60   | 1      | .556 | 4                         | 100                       | .248                      | 3.14                      | 51세                      |
| 1999년     | 주니치     | 1위        | 135  | 81   | 54   | 0      | .600 | (6)                       | 120                       | .263                      | 3.39                      | 52세                      |
| 2000년     | 주니치     | 2위        | 135  | 70   | 65   | 0      | .519 | 8                         | 111                       | .266                      | 4.19                      | 53세                      |
| 2001년     | 주니치     | 5위        | 140  | 62   | 74   | 4      | .456 | 15                        | 98                        | .253                      | 3.48                      | 54세                      |
| 2002년     | 한신       | 4위        | 140  | 66   | 70   | 4      | .485 | 19                        | 122                       | .253                      | 3.41                      | 55세                      |
| 2003년     | 한신       | 1위        | 140  | 87   | 51   | 2      | .630 | (14.5)                    | 141                       | .287                      | 3.53                      | 56세                      |
| 2011년     | 라쿠텐     | 5위        | 144  | 66   | 71   | 7      | .482 | 23.5                      | 53                        | .245                      | 2.85                      | 64세                      |
| 2012년     | 라쿠텐     | 4위        | 144  | 67   | 67   | 10     | .500 | 7.5                       | 52                        | .252                      | 2.99                      | 65세                      |
| 2013년     | 라쿠텐     | 1위        | 144  | 82   | 59   | 3      | .582 | (7.5)                     | 97                        | .267                      | 3.51                      | 66세                      |
| 2014년     | 라쿠텐     | 6위        | 104  | 47   | 57   | 0      | .451 | 17.0                      | 78                        | .255                      | 3.97                      | 67세                      |
| 통산: 17년 | 통산: 17년 | 통산: 17년 | 2277 | 1181 | 1043 | 53     | .531 | A클래스 10회, B클래스 7회 | A클래스 10회, B클래스 7회 | A클래스 10회, B클래스 7회 | A클래스 10회, B클래스 7회 | A클래스 10회, B클래스 7회 |

- 순위에서 굵은 글씨는 일본 시리즈 우승.
- 우승한 연도의 승차는 2위와의 승차
- 2000년에는 출장 정지 기간 중 5일 간에 있었던 3경기(1승 2패)는 통산 성적에 포함되지 않음.
- 2014년에는 건강상의 이유로 59일 간에 있었던 40경기(17승 23패)는 통산 성적에 포함되지 않음(감독 대행은 사토 요시노리 → 오쿠보 히로모토)

1. 1987년부터 1996년은 130경기제.
2. 1997년부터 2000년은 135경기제(무승부는 재경기).
3. 2001년부터 2004년은 140경기제.

#### 포스트 시즌
| 연도   | 소속   | 경기명                                            | 상대팀                                  | 성적                           |
| ------ | ------ | ------------------------------------------------- | --------------------------------------- | ------------------------------ |
| 1988년 | 주니치 | 일본 시리즈                                       | 세이부 라이온스(퍼시픽 리그 1위)        | 1승 4패 = 패전                 |
| 1999년 | 주니치 | 일본 시리즈                                       | 후쿠오카 다이에 호크스(퍼시픽 리그 1위) | 1승 4패 = 패전                 |
| 2003년 | 한신   | 일본 시리즈                                       | 후쿠오카 다이에 호크스(퍼시픽 리그 1위) | 3승 4패 = 패전                 |
| 2013년 | 라쿠텐 | 퍼시픽 리그 클라이맥스 시리즈 파이널 스테이지(※1) | 지바 롯데 마린스(퍼시픽 리그 3위)       | 4승 1패 = 일본 시리즈 진출(※2) |
| 2013년 | 라쿠텐 | 일본 시리즈                                       | 요미우리 자이언츠(센트럴 리그 1위)      | 4승 3패 = 일본 시리즈 우승     |

- 성적에서의 굵은 글씨는 승리한 것을 나타냄.

※1 클라이맥스 시리즈 파이널 스테이지는 6경기제이며 먼저 4승을 한 팀은 일본 시리즈 진출함, 리그 우승 팀에게는 1승의 어드밴티지가 주어짐
※2 어드밴티지 1승을 포함